# Józef Archutowski

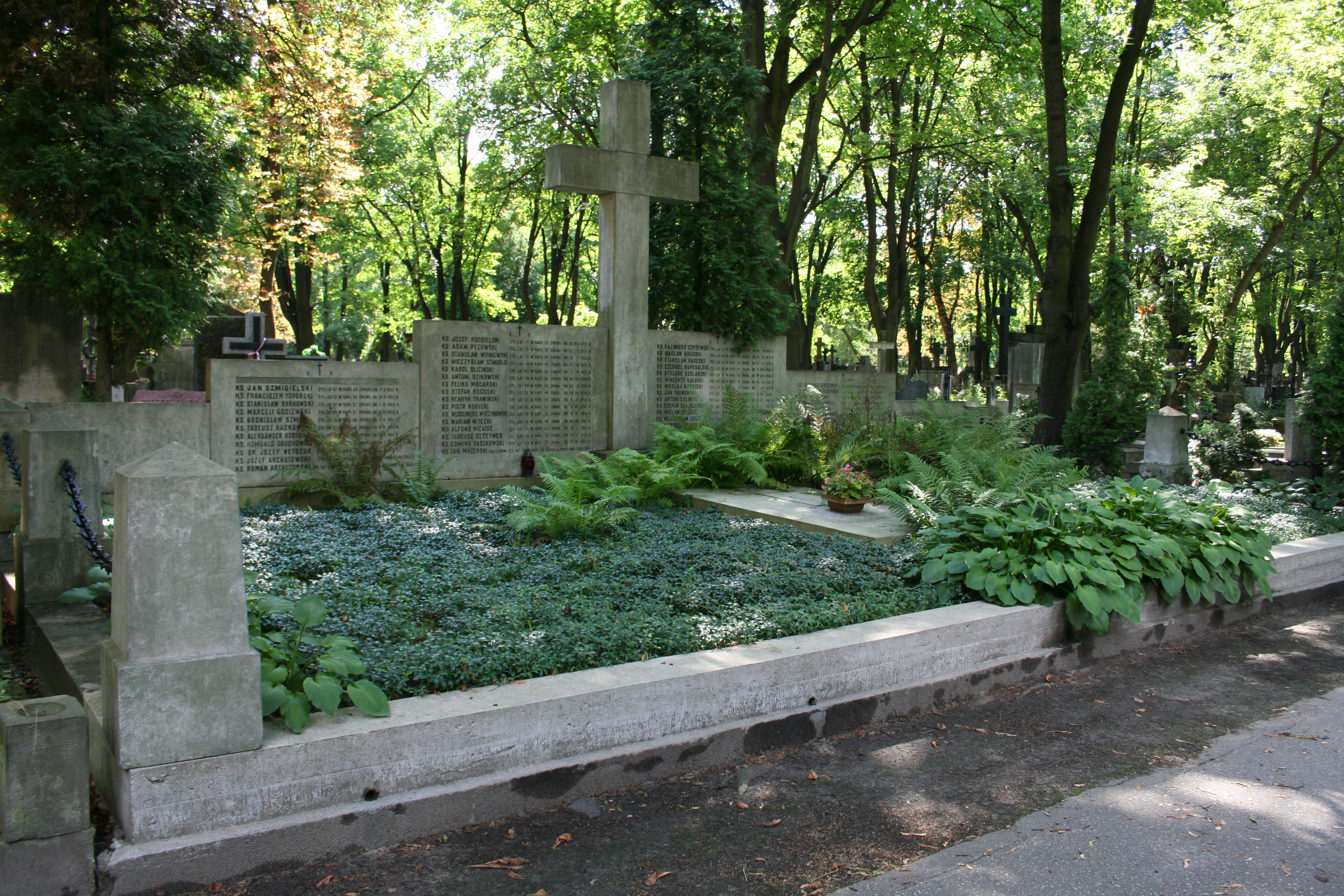
Mogiła zbiorowa księży na cmentarzu Stare Powązki

Józef Archutowski (ur. 1 listopada 1879 w Karolinie k. Pułtuska, zm. 31 sierpnia 1944 w Warszawie) – polski ksiądz rzymskokatolicki, teolog, biblista, profesor UJ i UW.

## Życiorys
Pochodził z bogatej ziemiańskiej rodziny, właścicieli majątku Karolin (pow. pułtuski), syn Teofila (rozstrzelanego przez Niemców w Pułtusku jesienią 1939) i Emilii z Karwowskich. Jego brat, bł. Roman Archutowski – rektor warszawskiego Seminarium Duchownego, zginął w 1943 w Majdanku.
Do gimnazjum uczęszczał najpierw w Pułtusku, a następnie w Suwałkach. Studiował teologię i filozofię w Seminarium Duchownym w Warszawie (1898–1901) oraz w Cesarskiej Rzymskokatolickiej Akademii Duchownej w Petersburgu (1901–1904). Ponadto studiował na uniwersytetach w Niemczech i w Szwajcarii. Po przyjęciu w 1904 święceń kapłańskich był wikariuszem i katechetą parafii w Skierniewicach, Zgierzu, Łowiczu i Warszawie.  W latach 1918–1920 był profesorem Pisma świętego Starego Testamentu i historii religii na KUL, od 1920 profesorem UJ (w latach 1924–1927 i 1931–1933 także dziekanem Wydziału Teologicznego). Pod koniec lat 20. odbywał liczne podróże po Europie, Bliskim Wschodzie i Egipcie, gdzie zapoznawał się z osiągnięciami ówczesnej archeologii, próbując uwzględnić je w toku swoich badań biblistycznych. 
W latach 1935–1939 był kuratorem Młodzieży Wszechpolskiej na UJ. Dnia 20 lutego 1938 poświęcił sztandar krakowskiego oddziału MW. 
W latach 1937–1939 wydawał „Przegląd Biblijny”. Przed wyborami do Rady Miasta Krakowa w 1938 został członkiem komitetu Polskiego Bloku Katolickiego. W Krakowie zorganizował, przy współudziale księży profesorów Piotra Stacha i bł. Franciszka Rosłańca,  I Zjazd Biblistów Polskich (1938). 
Po wybuchu II wojny światowej, aresztowany 6 listopada 1939 w gronie profesorów krakowskich w ramach akcji Sonderaktion Krakau wymierzonej przeciw inteligencji polskiej, został wywieziony do obozu Sachsenhausen. Uwolniony w 1940 m.in. dzięki interwencji Stolicy Apostolskiej. Po powrocie do Krakowa prowadził tajne nauczanie w klasztorze oo. Salwatorianów na Zakrzówku w Krakowie. Następnie przeniósł się do Warszawy, gdzie był m.in. proboszczem parafii Nawiedzenia NMP na Nowym Mieście (od 1943), kanonikiem gremialnym warszawskiej kapituły metropolitalnej i wykładał na tajnym Wydziale Teologii Katolickiej UW.
Zginął podczas powstania warszawskiego 31 sierpnia 1944 w zbombardowanym kościele pp. Sakramentek na Rynku Nowego Miasta wraz z 35 zakonnicami i osobami cywilnymi. Został pochowany w mogile zbiorowej księży emerytów Warszawskiej Kapituły Metropolitalnej na cmentarzu Stare Powązki w Warszawie (kwatera 107–5,6–23-30).

## Odznaczenia
- Krzyż Komandorski Orderu Odrodzenia Polski (10 listopada 1938)[10],
- Srebrny Medal za Długoletnią Służbę (1938)[11],
- Brązowy Medal za Długoletnią Służbę (1938)[11].

## Publikacje
- Gramatyka języka hebrajskiego, Warszawa 1908; 1925,
- Patrjarchat czy matrjarchat?[12], Warszawa 1910,
- Pan Jezus - Syn Człowieczy: Świadectwa Chrystusa Pana o swym Bóstwie, „Ateneum Kapłańskie”, 5 (1911), s. 101-121,
- Pan Jezus - Syn Boży: Świadectwa Chrystusa o swym Bóstwie, „Ateneum Kapłańskie”, 5 (1911), s. 293-294,
- Komisja biblijna o opowiadaniach historycznych w Biblii, „Ateneum Kapłańskie”, 6 (1912), s. 13-25,
- Stosunek św. Pawła do Jezusa Chrystusa, „Ateneum Kapłańskie”, 6 (1912), s. 289-303,
- Historja św. Starego Testamentu, Warszawa 1915,
- Królestwo Boie w nauczaniu Jezusa Chrystusa, „Ateneum Kapłańskie”, 13 (1916), s. 1-34,
- Zmartwychwstanie Jezusa Chrystusa, Warszawa 1916,
- Co to jest Pismo św.?[13], Poznań 1922,
- Jezusa Chrystusa Kazanie na Górze. Komentarz Ewangelii św. Mateusza V-VII, Poznań 1923,
- Prorok Amos, osoba i działalność, „Kwartalnik Teologiczny Wileński”, 1923, s. 199-210; 1924, s. 344-355.
- Sługa Jahwy w Księdze Izajasza proroka, Kraków 1923,
- Monoteizm izraelski i jego geneza, Kraków 1924,
- Złorzeczenia w Psalmach, „Przegląd Powszechny”, 162 (1924), s. 210-227,
- Księga Przypowieści i mądrość egipska, „Ateneum Kapłańskie”, 20 (1927), s. 437-450,
- Rewizja tekstu Wulgaty, „Ateneum Kapłańskie”, 19 (1927), s. 113—125,
- Wstęp szczegółowy do Ksiąg św. Starego Testamentu, Kraków 1927,
- Pismo św. w tłumaczeniu Ks.J. Wujka, t. IV, Prorocy, Machabejskie, Poznań 1929
- Historyczność potopu[14], „Ateneum Kapłańskie”, 25 (1930), s. 14-27,
- O natchnieniu Pisma św., Kraków 1930,
- Szkoła biblijna w Jerozolimie (1890-1930), „Ateneum Kapłańskie”, 25 (1930), s. 335-356,
- Nad Morzem Martwym, Kraków 1932,
- Protoewangelja[15], „Ateneum Kapłańskie”, 19 (1933), s. 417-438,
- Kosmogonia biblijna w świetle starowschodnich opowiadań i nauki, Kraków 1934,
- Niewola babilońska, Kraków 1935,
- Uwagi o nowych przekładach Pisma św., Kraków 1936,
- Cztery ewangelie Pana Naszego Jezusa Chrystusa, Mikołów 1937,
- Nowa teoria uzupełniań w sprawie Pięcioksięgu, „Przegląd Biblijny”, 1 (1937), s. 1-16,
- I Zjazd biblistów polskich, „Przegląd Biblijny”, 1 (1937), s. 97-108,
- Historia i krytyka tekstu hebrajskiego Starego Testamentu, Kraków 1938,
- Kamień węgielny na Syonie, „Przegląd Biblijny”, 2 (1938), s. 12-25,
- Życie i ogólne poglądy O.M.J. Lagrange'a, „Przegląd Biblijny”, 2 (1938), s. 103-146,
- Prorok Amos, „Przegląd Biblijny”, 3 (1939), s. 1-29.